# Ulysses Fossae
Ulysses Fossae és una estructura geològica del tipus fossa a la superfície de Mart, situada amb el sistema de coordenades planetocèntriques a 17.48 ° de latitud N i 243.53 ° de longitud E. Fa 849.94 km de diàmetre. El nom va ser fet oficial per la UAI l'any 1985 i pren el nom d'una característica d'albedo.